# Edmundo Bianchi
Edmundo Bianchi (Montevideo, 22 de noviembre de 1880 - Ib., 29 de noviembre de 1965) fue un escritor uruguayo de ideología anarquista, dramaturgo, poeta, ensayista, también autor de letras de tangos. Miembro fundador de la Asociación General de Autores del Uruguay (AGADU).

## Biografía
Nació en Montevideo el 22 de noviembre de 1880. Integró el movimiento anarquista en Uruguay de principios de siglo XX junto a Pascual Guaglianone, Julián Basterra, Belén  Sárraga, Ángel Falco, José Peyrot. Participó junto a Florencio Sánchez del Centro Internacional de Estudios Sociales, en éste local se realizaban actos donde se encontraban obreros, anarquistas e intelectuales.  
Se destacó en el género dramático, en la poesía, en el ensayo. Creador de la letra de dos tangos: "Pampero" y "Ya no Cantas Chingolo", este último interpretado por Carlos Gardel en Europa. Falleció en  Montevideo el 29 de noviembre de 1965, a los 85 años de edad.

## Actividad periodística y movimiento anarquista
Participó del movimiento anarquista del Uruguay en su juventud. Se manifestó respecto a cuestiones sociales en publicaciones periodísticas. Fue redactor en el diario El Trabajo (1901), integró la revista Futuro como fundador y director (104-1905). En ésta colaboraron Emilio Frugoni, Carlos Zum Felde, Ítalo Perrotti, José Ingenieros, Julio C. Barcos. Como periodista trabajó en El Siglo y La Razón, dirigió la revista Bohemia (1908-1910). En sus obras denunciaba los perjuicios de la clase media alta montevideana donde manifestaba su posición ideológica.
Se reunía en las tertulias literarias que se realizaban en el Café El Polo Bamba ubicado en las cercanías de Plaza Independencia, en la calle Colonia entre Ciudadela y Florida. También lo frecuentaban Florencio Sánchez, Emilio Frugoni, Horacio Quiroga, Ernesto Herrera, Roberto de las Carreras, entre otros. En ese lugar se discutían problemas sociales, se elaboraban manifiestos y se conversaban ideas para artículos periodísticos.

## Cargos desempeñados
Trabajó en el Ministerio del Interior, en la Dirección de Impuestos Internos. Se desempeñó como Agregado Cultural de la Embajada uruguaya en Argentina. Participó en la Junta Nacional de Teatro y en el Consejo Nacional de Derechos de Autor. Fue presidente de la Asociación General de Autores del Uruguay.

## Obras
Obras teatrales:
- La Quiebra (estrenada en el Teatro Solís, en Montevideo en 1910)
- Orgullo de pobre (1912)
- Perdidos en la Luz (estrenada en Buenos Aires en 1913)
- La senda oscura (1932)

Comedias musicales: 
- Los Sobrevivientes (1939)
- El hombre Absurdo
- El oro de los Mártires
- Sinfonía de los Héroes (1940)
- De América a las Trincheras
- Mamita
- El mago de Nueva Pompeya

Letras de tango:
- Pampero
- Ya no Cantas Chingolo